# Лукорубка

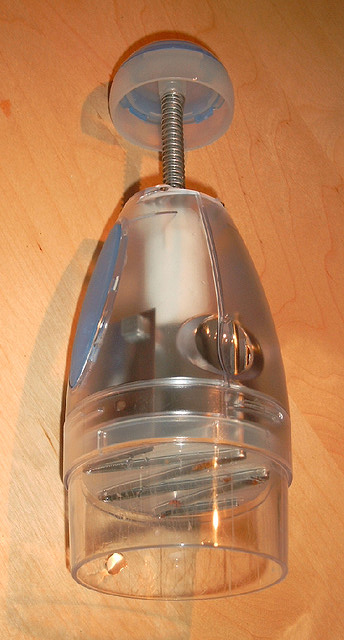
Модель швейцарской компании Zyliss с зигзагообразным ножом

Лукору́бка, лукоре́зка — приспособление для измельчения репчатого лука, зелени, чеснока и красного перца. Лукорубка облегчает и ускоряет работу на кухне и избавляет от обычного при резании лука слезотечения.
Лукорубка обычно представляет собой стеклянный стакан с утолщённым дном и крышкой, в который по направляющей втулке на стержне опускается крестообразный или зигзагообразный нож из нержавеющей стали. Стержень поднимается под действием пружины. Измельчаемый продукт в стакане обрабатывается ножом. Головку репчатого лука и зубчики чеснока следует предварительно очистить от кожуры.